# 伊藤光男 (物理学者)
伊藤 光男（いとう みつお、1929年3月24日 - 2019年11月14日）は、日本の物理化学者。東北大学名誉教授、分子科学研究所所長、岡崎国立共同研究機構長。紫綬褒章受章。正四位瑞宝重光章。専門は分子分光学。

## 人物・経歴
福岡県北九州市若松区生まれ。
- 1951年3月 - 九州大学理学部化学科卒[2]。
- 1951年5月 - 九州大学理学部助手[2]。
- 1960年3月30日 - 九州大学理学博士[3]。
- 1966年1月 - 東京大学物性研究所助教授[2]。
- 1970年1月 - 東北大学理学部教授[2]。
- 1988年4月 - 日本化学会賞[1][2]。
- 1989年5月 - 日本分光学会賞[1][2]。
- 1992年4月 - 東北大学名誉教授[2]。
- 1993年4月 - 岡崎国立共同研究機構分子科学研究所所長[2]。
- 1997年4月 - 紫綬褒章受章[1][2][4]。
- 1999年4月 - 岡崎国立共同研究機構長[2]、総合研究大学院大学名誉教授[5]。
- 2001年4月 - 分子科学研究所顧問[2]。
- 2004年4月 - 瑞宝重光章[1][2][4][6]。
- 2005年4月 - 分子科学研究所特別顧問[2]。
- 2019年11月14日 - 胃がんのため逝去[4][7]。正四位[8]。